# Didactique du français
Pour des articles plus généraux, voir Pédagogie du français et Didactique des langues.
 (juillet 2009).
Si vous disposez d'ouvrages ou d'articles de référence ou si vous connaissez des sites web de qualité traitant du thème abordé ici, merci de compléter l'article en donnant les références utiles à sa vérifiabilité et en les liant à la section « Notes et références ».
 (mars 2009).
- Si vous ne connaissez pas le sujet, laissez ce bandeau (vous pouvez alors contacter les auteurs).
- Si vous supprimez le contenu mis en cause (vous pouvez préalablement contacter les auteurs),

argumentez précisément cette suppression dans la page de discussion
(un manque de référence n'est pas un argument ; une recherche réelle de référence doit avoir été effectuée, être formellement documentée).
La didactique du français concerne les questions posées dans l'enseignement de la langue française et des littératures francophones, de la maternelle à l'université en passant par l'école élémentaire, le collège, le lycée ou la formation des adultes. On distingue la didactique du français langue maternelle (souvent abrégée en DFLM) et la didactique du français langue étrangère ou seconde. 
Plusieurs ouvrages tentent de définir la didactique du français. Claude Simard, Jean-Louis Dufays, Joaquim Dolz et Claudine Garcia-Debanc précisent ainsi que « la didactique de la langue première [...] est une discipline charnière entre les sciences de l'éducation et celui du langage ».

## Domaines
Une forme de tradition découpe la didactique du français en domaines : la lecture, l'écriture, l'oral, l'étude de la langue et l'étude de la littérature. Chaque domaine se spécifie plus ou moins fortement. On parle ainsi désormais de didactique de la grammaire, de didactique de la littérature, de didactique de l'oral, de didactique de l'écrit et de didactique de la lecture. Cette subdivision a été fortement inspirée par les découpages opérés par le système scolaire. Le développement d'une recherche autonome dans les divers pays de la francophonie modifie progressivement ces subdivisions en questionnant les liens possibles entre les domaines, par exemple entre la production d'un texte et la grammaire.
Cette section devrait être déplacée dans l'article Pédagogie du français.
Pour plus d’informations, se reporter en page de discussion. (février 2025)
Le français est une discipline scolaire dans l'enseignement secondaire des pays francophones. En France, il s'agit du collège et du lycée ; il ne l'est pas ou plus dans l'enseignement primaire, où il se trouve actuellement éclaté en pratiques et dénominations rendues instables par les réformes successives. À l'université se distinguent, voire s'opposent, deux champs d'enseignement et de recherche, sciences du langage (comme la linguistique) et littérature.
Dans l'enseignement secondaire, la discipline « français » intègre des activités de production et de réception. Elle se répartit en quatre composantes à un premier niveau d'analyse : la lecture (de textes et d'images fixes et mobiles), l'écriture (au sens de la production écrite de mots, phrases et textes divers), l'oral (envisagé à la fois comme activité de compréhension et de production) et l'étude du fonctionnement de la langue. Cette dernière composante disciplinaire se subdivise elle-même usuellement en grammaire (de phrase et de texte), conjugaison, orthographe et vocabulaire (même si les linguistes peuvent à juste titre contester ce découpage traditionnel). Ce découpage est également valable, avec certaines nuances, à l'école primaire.

## Histoire
Lointaine descendante de la rhétorique, de la poétique et de diverses formes de théorisations pédagogiques, la didactique du français s'est d'abord interrogée sur l'enseignement de la lecture, puis de la production écrite. 
Ses questions vives portent également depuis les années 1990 sur la maîtrise du langage oral et sur l'enseignement de certaines composantes de la discipline : la poésie, par exemple, a vu ses approches didactiques récemment renouvelées.

## Dimension civique de l'enseignement du français
La maîtrise de la langue est présentée dans les discours et instructions officielles comme un puissant levier dans la formation d'un citoyen autonome et responsable. Depuis le XIXe siècle au moins, elle se trouve mise, entre autres, au service d'une visée émancipatrice, voire de promotion sociale. La conception actuelle va donc à l'encontre de celle qu'on trouve énoncée en 1836 dans le Journal Grammatical, Littéraire et Philosophique de la langue française et des langues en général, par G. N. Redler, p. 24 : 

« Savoir sa langue et la bien parler devient une obligation impérieuse en France; aux riches, pour consolider la prépondérance que leur donne leur position sociale; aux classes moyennes, pour soutenir leurs droits et leur influence; aux artisans, pour mériter la considération et répandre un certain lustre sur les professions industrielles; à tout le monde, parce que parler est une nécessité de tous les instants, et que bien parler peut devenir une habitude sans déplacer les sources de la puissance, sans confondre les conditions. »

La réflexion sur le lien entre enseignement du français et idéologie s'appuie sur les recherches en sociolinguistique, en sociocritique et en sociologie de la littérature.

## Revues scientifiques traitant de didactique du français
- Repères publie des résultats de recherches en didactique du français langue maternelle ou dans des champs voisins.

- Pratiques a été créée en 1974, sur des bases de rénovation théorique des contenus d’enseignement et d’innovation pédagogique. La revue Pratiques est un lieu de confrontation pluridisciplinaire et de débats théoriques focalisés sur la didactique du français, la linguistique et la littérature.

- La lettre de l’AIRDF fait suite à la La lettre de la DFLM. Cette revue se veut un lieu d’échange entre les membres de l’Association Internationale pour la Recherche en Didactique du Français. C’est aussi un lieu d’échange scientifique.

- Le site de l'Association Internationale pour la Recherche en Didactique du Français publie une recension de diverses revues concernées par la didactique du français .